# Cservenicz Antal
Cservenicz Antal (1792 – 1843. március 13.) premontrei rendi kanonok, költő.

## Élete
Gyöngyösről származott, 1816-ban a rozsnyói gimnáziumban, 1819-ben Lőcsén, 1820-ban ismét Rozsnyón, 1825-ben Kassán tanított. 1829-ben a felsőbb kollégiumban tanított és a főgimnázium igazgatója lett Nagyváradon.

## Munkái
- Ode festivis honoribus magn. ac rev. d. Danielis Udránszky, cath. eccl. Scepus. canonici, dum per liter. distr. Cassov. superior. stud. dierector renunciaretur, dicata. Cassoviae, 1826
- Ode ill. ac rev. dno Joanni Hám, episcopo Szatmáriensi ab A. Cr. can. reg. praem. et II. human. professore in devotissimi cultus et pietatis testimonium oblata. Pestini, 1827
- Honoribus illustr. ac rev. dni Aloysii Richter, occasione solemnis in castro Jászó ingressus. N.-Varadini, 1830